# Thomas McElwee
Thomas McElwee (gaelico Tómas Mac Suialli; Bellaghy, 30 novembre 1957 – Long Kesh, 8 agosto 1981) è stato un militante dell'IRA morto durante il secondo sciopero della fame nel carcere nordirlandese di Maze.

## Biografia
Nato in una fattoria vicino Bellaghy, quinto di dodici fratelli, era il cugino di Francis Hughes.
Entrato da adolescente nei Fianna Éireann (il movimento giovanile dell'IRA) e poi nell'IRA, viene arrestato con altri tre, tra i quali suo fratello Benedict, nell'ottobre 1976 quando una bomba incendiaria esplode nella loro auto, ferendoli gravemente (Thomas perderà un occhio), nella città di Ballymena, nella contea di Antrim.
Condannato a 20 anni, a Long Kesh si unisce subito alla protesta carceraria. Nel giugno 1981 inizia lo sciopero della fame e l'8 agosto muore, dopo 62 giorni di digiuno.
È sepolto nel cimitero della chiesa di Saint Mary a Bellaghy, accanto a suo cugino Francis Hughes e poco distante da Dominic McGlinchey, altro famoso paramilitare repubblicano originario della zona.

## Musica
Thomas McElwee, insieme ad altri repubblicani del South Derry, è il soggetto della canzone Farewell to Bellaghy.